# 周應期 (萬曆辛丑進士)
周應期（1567年10月29日—17世紀），字及卿、又字際明，湖廣黃州府蘄水縣人，明朝政治人物。

## 生平
周應期曾祖贈吏科給事中周紹吉，祖父按察司提學副使周瑯，父親縣丞周鳴咸，母胡氏，萬曆三十二年進士周延光是其弟。早年出身國子生，以《易經》中萬曆十三年（1585年）第十七名舉人，二十九年（1601年）會試中式第二百十名，成三甲進士，獲授行人，奉命冊封益王，陞任御史巡按嶺南，執法嚴謹，有神明稱譽。他的祖父周瑯曾在嶺南督學有名聲，人民都如父母般仰慕他，入祀名宦和鄉賢祠，有《易解》流傳。

## 引用
1. 1 2  光緒《蘄水縣志·卷十·人物志》：周應期，字際明，萬歷辛丑進士。授行人司，奉命冊封豫章益王，擢御史按嶺南，執法如山，有神明之頌；先是應期祖瑯督學嶺南得士望齊山斗，及應期至，人慕如考妣，同祀名宦，後祀鄉賢，著有《易解》。 續志
2. ↑  光緒《蘄水縣志·卷七·選舉志》：（萬曆）十三年乙酉（舉人）……周應期 治《易》，十七名，進士
3. ↑  《萬曆二十九年辛丑科進士登科錄》：周應期 貫湖廣黃州府蘄水縣民籍，國子生，治《易經》，字及卿，行五，年三十五，九月二十九日生，曾祖紹吉 贈吏科給事中，祖瑯 按察司提學副使，父鳴咸 縣丞，母胡氏，慈侍下，兄延章、延卓、延早、延甲、延筆，弟應奎、應朝、延光 同科進士，娶胡氏。湖廣鄉試第十七名，會試第二百十名。